# Испика
Испика (итал. Ispica) је насеље у Италији у округу Рагуза, региону Сицилија.
Према процени из 2011. у насељу је живело 13725 становника. Насеље се налази на надморској висини од 180 м.

## Становништво
| 1936.  | 1951.  | 1961.  | 1971.  | 1981.  | 1991.  | 2001.  | 2011.  |
| ------ | ------ | ------ | ------ | ------ | ------ | ------ | ------ |
| 11.470 | 13.260 | 13.206 | 12.056 | 14.240 | 14.629 | 14.457 | 15.122 |